# ESTCube-1
ESTCube-1 — первый эстонский спутник и первый в мире спутник, оснащённый электрическим парусом. Сделан по технологии CubeSat. Разработан студентами Тартуского университета в рамках эстонской спутниковой программы. Цель — космические испытания электрического паруса.
Суммарные затраты на проект оцениваются около 100 тысяч евро, из которых около 70 потребовалось на запуск. Евросоюз оказал проекту грантовую поддержку.
Спутник был запущен 7 мая 2013 года при помощи ракеты-носителя Вега с космодрома Куру во Французской Гвиане. Это был второй запуск данной ракеты-носителя. Вместе с ESTCube-1 на орбиту были выведены европейский спутник ДЗЗ PROBA-V и вьетнамский спутник ДЗЗ VNREDSat-1.
Первым сигнал с эстонского спутника принял российский радиолюбитель Дмитрий Пашков (позывной R4UAB) из Мордовии. Спутник передаёт радиосигнал на частотах 437,250 МГц и 437,505 МГц.
В начале августа 2013 года руководитель проекта ESTCube-1 сообщил о том, что существовала угроза столкновения спутника с обломками военного спутника связи «Космос-2251», а также с обломком российской ракеты-носителя.
17 февраля 2015 года руководители программы ESTCube-1 заявили о завершении научной программы, в связи с разрядкой аккумуляторов спутника. Согласно расчётам аппарат ещё пробудет в космосе примерно 23 года до схода с орбиты.

## Действия спутника в космосе
- Запуск был произведён 7 мая 2013 года в 05:06:31 (EEST)
- Спутник отделился от ракеты-носителя через 2 часа 48 секунд после запуска, в 07:07:19 (EEST)
- Через полчаса после выхода спутника на орбиту его антенны были выпущены, радиопередатчик и подсистема электропитания были запущены.
- В течение первых 48 часов после выхода на орбиту спутник испускал только сигналы безопасного режима CW-маяка.
- Первые недели ушли на тестирование аппарата и перевод в рабочий режим.
- Спутник ориентировали так, чтобы камера была направлена на Землю. Первые фотографии Земли были сделаны 15 мая 2013 года
- 2 августа 2013 года ESTcube прошёл в опасной близости к частице космического мусора NORAD SCC#36441. В целом спутнику удалось избежать 5 столкновений.
- За первый год программное обеспечение аппарата было обновлено 20 раз.
- Спутник был приведён во вращение по продольной оси со скоростью в 1 оборот в секунду с целью раскрытия элемента электрического паруса при помощи центробежной силы. Произвести раскрытие не удалось — мотор по какой-то причине не реагировал на управляющий сигнал. Предполагается, что причина неполадки была механической.
- Предполагается, что после окончания работы 17 февраля 2015 года спутник пробудет в космосе ещё 23 года, а после сгорит в атмосфере[10].

## Галерея
| Структура                        | Общее фото разработчиков       | Первая фотография, сделанная спутником ESTcube-1 в космосе |
| ESTCube-1 структуры и подсистемы | Студенческая команда ESTCube-1 | Первая фотография, сделанная спутником ESTcube-1 в космосе |

## См.также
- ESTCube-2